# Eremaeozetes hanswursti
Eremaeozetes hanswursti är en kvalsterart som beskrevs av Sandór Mahunka 1999. Eremaeozetes hanswursti ingår i släktet Eremaeozetes och familjen Eremaeozetidae. Inga underarter finns listade i Catalogue of Life.